# 1433
1433 (MCDXXXIII) je bilo navadno leto, ki se je po julijanskem koledarju začelo na četrtek.

## Rojstva
- 19. oktober - Marsiglio Ficino, italijanski humanist, zdravnik in filozof († 1499)

## Smrti
- 14. avgust - Ivan I., portugalski kralj (* 1357)
- Nikolaj II. Gorjanski, ogrski plemič, hrvaški ban (* 1367)